# Frank Alvah Parsons

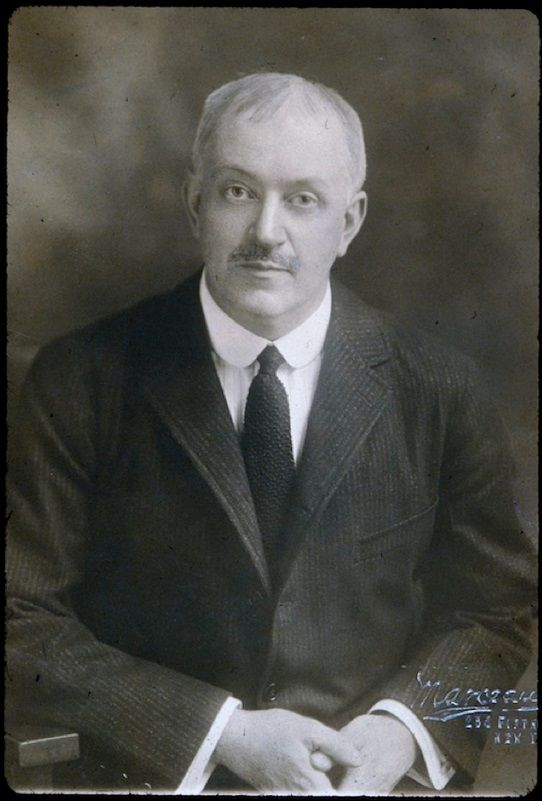
Frank Alvah Parsons, 1911

Frank Alvah Parsons (* 1. April 1866 in Chesterfield, Massachusetts, USA; † 26. März 1930 in New York City) war ein US-amerikanischer Designer, Kunstpädagoge und Pionier der Interior-Design-Ausbildung. Er trug entscheidend dazu bei, das Studium der Innenarchitektur und der angewandten Kunst als eigenständige akademische Disziplinen zu etablieren.

## Leben
Frank Alvah Parsons wurde 1866 in Chesterfield, Massachusetts, geboren. Nach einer Reise durch Europa zog er 1901 nach New York City, wo er an der Columbia University Kunstpädagogik studierte und 1905 seinen Abschluss machte. Im akademischen Jahr 1904/05 begann er, an der New York School of Art (später Parsons The New School for Design) zu unterrichten. Zu dieser Zeit war die New York School of Art in erster Linie eine Einrichtung für die Ausbildung in bildender Kunst. 1907 wurde Parsons Co-Leiter der Schule und 1911 deren Direktor. Zu den von ihm eingeführten Neuerungen gehörten die Einrichtung von Fachbereichen für Kostümdesign, Innenarchitektur und kommerzielle Illustration, die später als Modedesign, Innenarchitektur und Grafikdesign bekannt wurden. Er setzte sich dafür ein, dass der Beruf des Innenarchitekten als ernstzunehmende Disziplin anerkannt wurde. Im Jahr 1911 gründete er die Schule neu als New York School of Fine and Applied Art und richtete 1921 eine Außenstelle in Frankreich ein. Aus diesen Pariser Ateliers ging die heutige Parsons Paris hervor.
Neben der Leitung der New York School of Fine and Applied Art unterrichtete Parsons weiterhin und hielt häufig Vorträge in Museen, Universitäten, Organisationen und privaten Clubs in den Vereinigten Staaten und Europa. Er verfasste mehrere Bücher zum Thema Design, darunter The Principles of Advertising Arrangement (1912), Interior Decoration, Its Principles and Practice (1915) sowie The Psychology of Dress (1920). Frank Alvah Parsons starb am 25. Mai 1930. Die New York School of Fine and Applied Art wurde 1941 in Parsons School of Design umbenannt.

## Werk

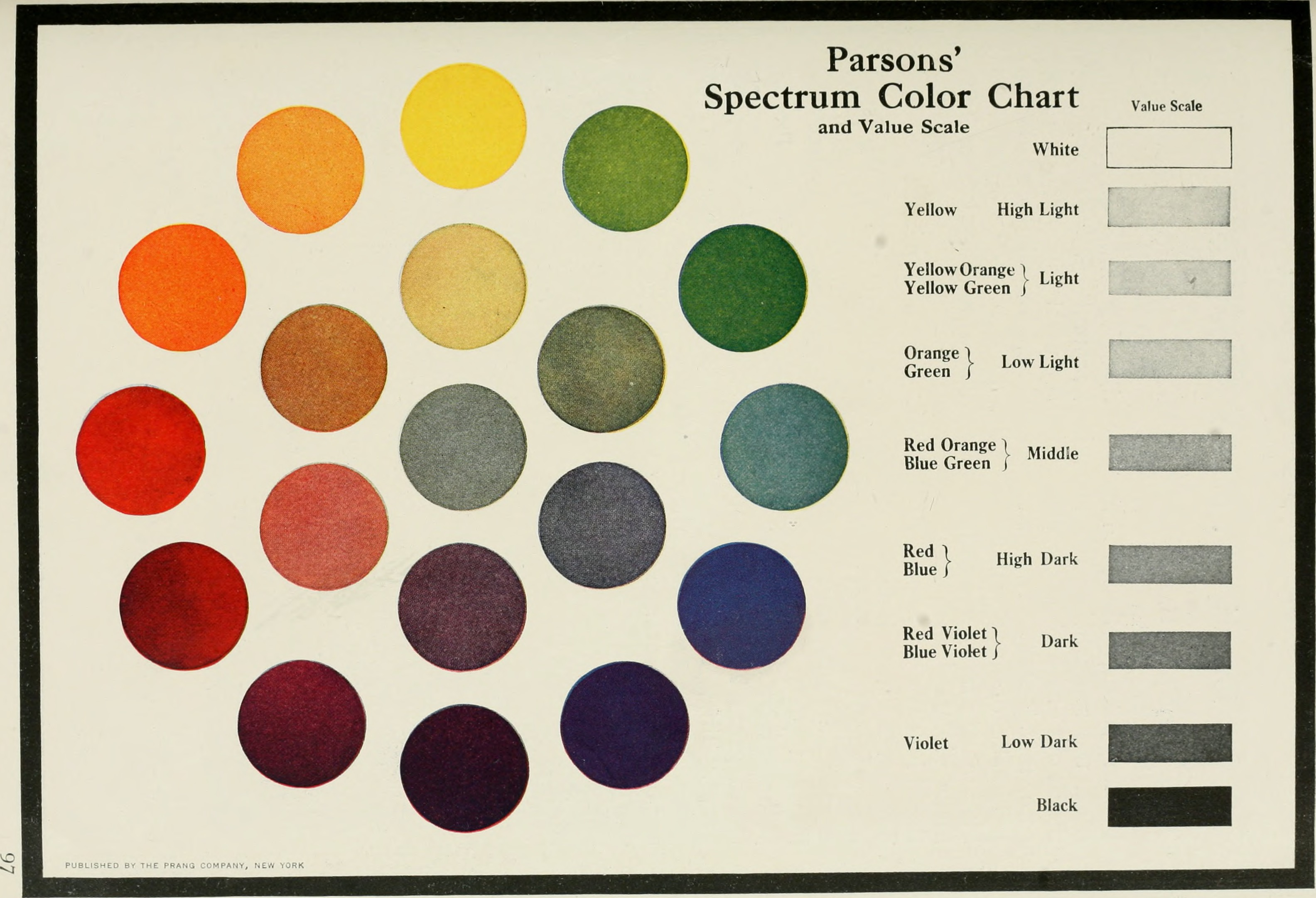
The principles of advertising arrangement (1912)

Frank Alvah Parsons war weniger als praktizierender Künstler oder Architekt bekannt als vielmehr als Theoretiker, Pädagoge und Organisator. Er entwickelte und vermittelte ein neues Verständnis von Interior Design, bei dem Kunst, Handwerk und Funktionalität miteinander verbunden wurden. Er vertrat die Auffassung, dass gutes Design sowohl ästhetisch anspruchsvoll als auch alltagsgerecht sein müsse. Sein Einfluss zeigt sich in zahlreichen Publikationen und Lehrplänen, die ein breites Spektrum von Stilrichtungen abdecken – von historischen europäischen Vorbildern bis hin zu zeitgenössischen Entwicklungen. Parsons betonte die Bedeutung von Farbtheorie, Materialkunde und architektonischem Kontext für die Innenraumgestaltung und legte großen Wert auf eine umfassende kulturgeschichtliche Bildung seiner Studierenden. Er trug dazu bei, den Beruf des Innenarchitekten als kreative und gesellschaftlich relevante Tätigkeit zu etablieren, die über bloße Dekoration hinausging und ein tiefes Verständnis für Räume, Proportionen und die Bedürfnisse der Nutzenden erforderte.